# Bet Scheʾan
Bet Scheʾanⓘ (hebräisch בֵּית שְׁאָן Bēt-Šəʾān; arabisch بَيْسَانَ, DMG Baisān) ist eine Stadt in Israel. Weitere Schreibungen des hebräischen Namens in lateinischer Schrift: Bet-Schean, Beit Scheʾan und Bet Sheʾan.

## Geographie

### Lage
Die Stadt liegt in der Beit-Scheʾan-Senke (hebräisch בִּקְעַת בֵּית שְׁאָן Biqʿat Bēt-Šəʾān) des Jordangrabens im Nordbezirk Israels, ca. 25 km südlich des Sees Genezareth am Ende der Neuen Jesreʾeltalbahn nahe der jordanischen Grenze.

### Einwohner
Die britische Mandatsmacht und das israelische Zentralbüro für Statistik geben bei den Volkszählungen im Jahr 1922 und 1931, sowie am 8. November 1948, 22. Mai 1961, 19. Mai 1972, 4. Juni 1983, 4. November 1995 und vom 28. Dezember 2008; sowie einer Fortschreibung des Israelischen Zentralbüros für Statistik zum 31. Dezember 1955 folgende Einwohnerzahlen an:
| Jahr der Volkszählung | 1922  | 1931  | 1948  | 1955  | 1961  | 1972   | 1983   | 1995   | 2008   | 2011   | 2015   | 2016   |
| Anzahl der Einwohner  | 1.941 | 3.101 | 6.009 | 6.400 | 9.700 | 11.300 | 12.900 | 14.900 | 16.800 | 16.900 | 17.332 | 17.587 |

## Geschichte

### Name
Die Etymologie des hebräischen Namens Bet Scheʾan ist ungesichert. Möglicherweise ist er zu interpretieren als „Haus der Gottheit Scheʾan“. Es wurde vorgeschlagen, dass in der Zeit Ptolemaios’ II. vielleicht skythische Reitereinheiten in der Stadt stationiert waren und daher der Name Skythopolis (Σκυθόπολις aus Σκύϑων + πόλις) herzuleiten sei, doch bleibt diese Herleitung zweifelhaft. Erst unter Antiochos IV. erhielt sie den Beinamen Nysa nach Nysa, einer Tochter des Königs. Später wurde der Stadtname uminterpretiert und auf Nysa, die Amme des Stadtgottes Dionysos bezogen, die nach einer Legende aus dem 1. oder 2. Jahrhundert n. Chr. in Skythopolis begraben liegt. Der Name Skythopolis erscheint im biblischen Buch Richter 1,27  in einer Glosse der Septuaginta sowie in Judit 3,10 . In der talmudischen Überlieferung hieß der Ort durchgängig Bet Scheʾan. Der alte semitische Name lebte im arabischen Dorf Baisan weiter.
Der sich über die antike Stadt erhebende Tell trägt den arabischen Namen Tell el-Hösn, d. h. „Hügel der Stärke“.

### Antike

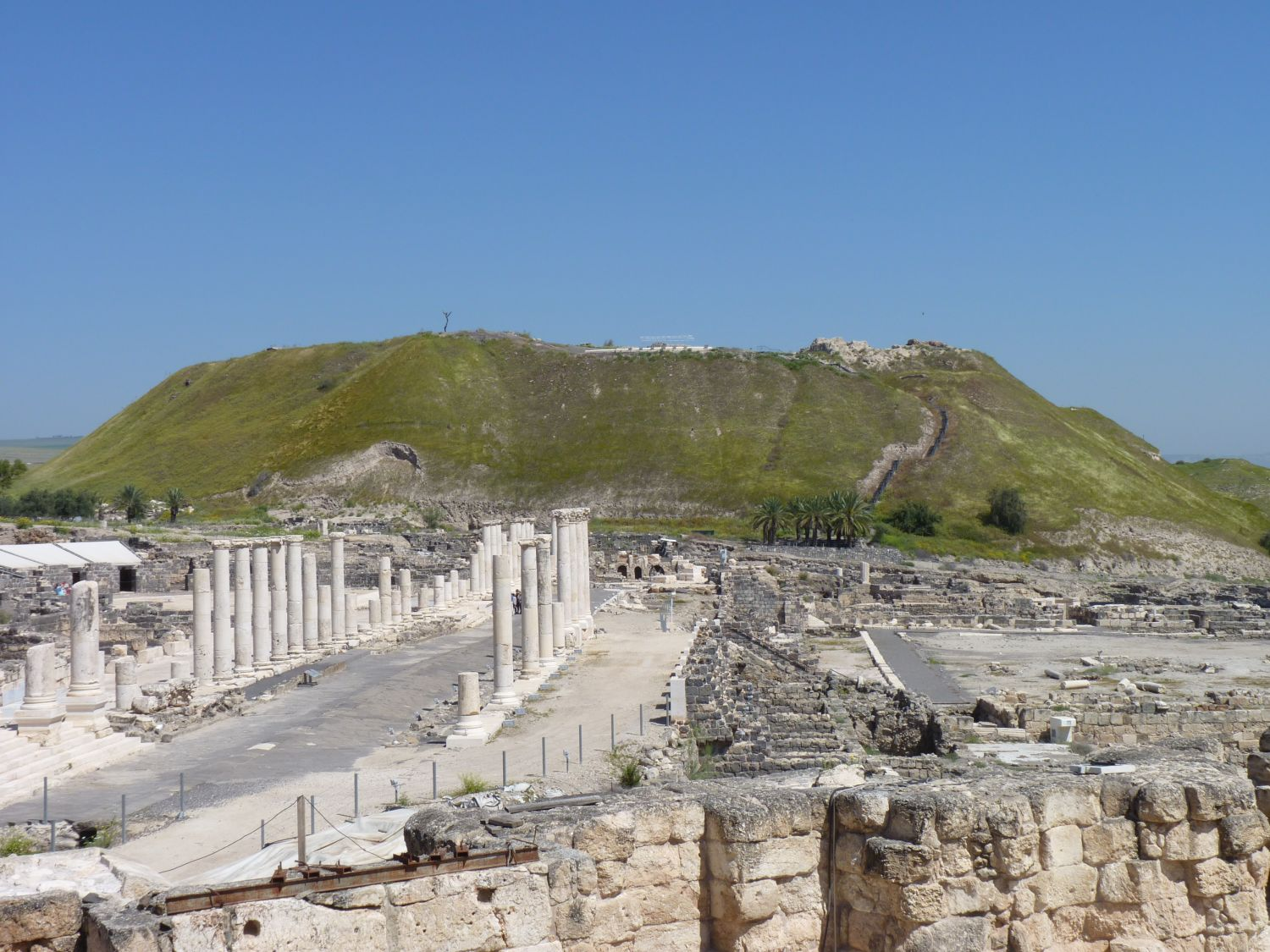
Palladius-Straße des antiken Bet Scheʾan und Tell el-Hösn im Hintergrund

Der in der Jordansenke gelegene Tell el-Hösn war bereits in der Bronzezeit von Kanaanitern besiedelt. Es war ein bedeutendes Zentrum ägyptischen Einflusses in der Region. Von Thutmosis III. bis Ramses III. ist eine ägyptische Garnison nachweisbar. Möglicherweise seit dem 10. Jahrhundert gehörte Bet Scheʾan zum Königreich Israel. Nach einer Zerstörung um 926 durch Pharao Scheschonq I. wurde es wieder aufgebaut, um dann etwa zwei Jahrhunderte später von den Assyrern zerstört zu werden.
In hellenistischer Zeit kam es wohl unter Ptolemaios II. in der Mitte des 3. Jahrhunderts zur Neugründung als Skythopolis. Infolge des Vierten Syrischen Krieges ging dieses 218/217 v. Chr. in den seleukidischen Machtbereich über. Die Stadtrechte gewährte jedoch erst Antiochos IV. Die Expansion Judäas unter Johannes Hyrkanos I. brachte die Stadt unter die Kontrolle Jerusalems. Nach der römischen Eroberung wurde Bet Scheʾan eine freie Stadt und Mitglied der Dekapolis, des Bundes der zehn Städte in der Levante.
In der Spätantike war Skythopolis bekannt als Zentrum der Leinenweberei. Im Höchstpreisedikt des Kaisers Diokletian werden Produkte aus der Stadt jeweils in der höchsten Qualitätsstufe erwähnt. Der damit verbundene Aufstieg der Stadt wird auch dokumentiert durch die Erhebung zur Provinzhauptstadt von Palaestina secunda bei der Neueinteilung der Provinz Palaestina im 4. Jahrhundert. In der Folgezeit ist Skythopolis auch als Bischofssitz bezeugt. Im 5. Jahrhundert war Bischof Severianos ein Vertreter der Entscheidungen des Konzils von Chalkedon (451), was ihm das Martyrium einbrachte. Einer seiner Nachfolger war zu Beginn des 6. Jahrhunderts Bischof Johannes, ein Vertreter des Neuchalkedonismus. Während der origenistischen Wirren wirkte Theodor von Skythopolis als Bischof. Aus der Stadt stammt u. a. der Mönch und Verfasser von zahlreicher Heiligenviten Kyrillos von Skythopolis. Ein Titularbistum der römisch-katholischen Kirche besteht bis heute. Nach der arabischen Eroberung 636 ging die Bedeutung der Stadt allmählich zurück, wenngleich eine Stadtflucht offenbar schon zuvor einsetzte. Ende des 7. Jahrhunderts muss auch ein 1998 entdeckter Hort von Goldmünzen angelegt worden sein. Das für die ganze Region verheerende Erdbeben von 749 zerstörte auch Bet Scheʾan. Die Ruinen weisen noch heute die für eine Zerstörung durch Erdbeben typische Lage auf.

### Mittelalter
1099 wurde die Siedlung im Zuge des Ersten Kreuzzugs von Tankred von Tarent erobert. Die Kreuzfahrer befestigten die damals kaum noch bewohnte Siedlung wieder und machten sie zum Zentrum der Herrschaft Bethsan im Königreich Jerusalem. 1183 wurde Bet Scheʾan von Sultan Saladin erobert. In der Folgezeit gelang es den Kreuzfahrern nicht, die Herrschaft zurückzuerobern, auch wenn sie die Stadt 1264 plünderten. Seit dem Mittelalter bestand lediglich ein größeres Dorf.

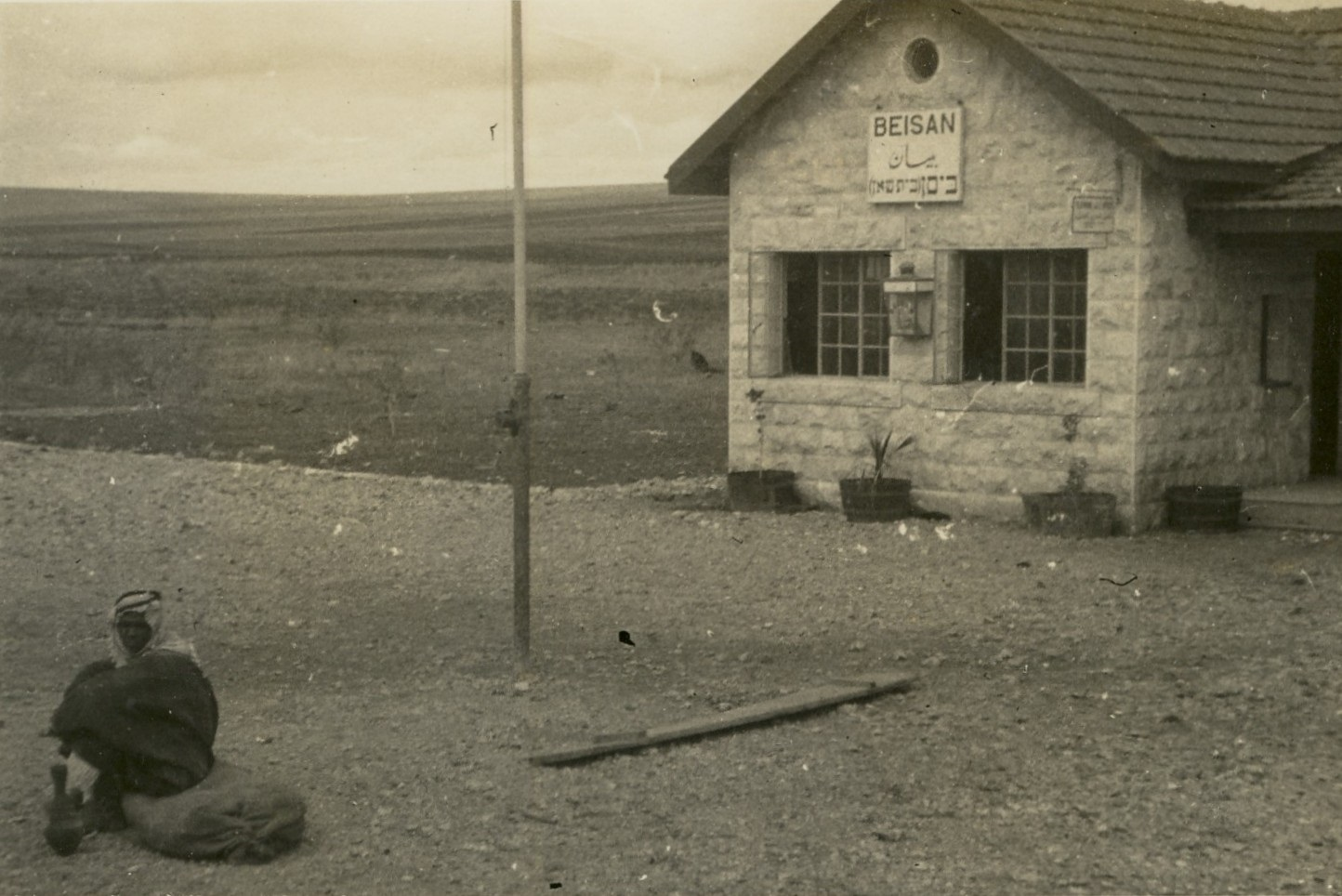
Bahnhof Beisan, etwa 1939

### Moderne Stadt
Seit 1904 besaß der Ort einen Bahnhof an der neu eröffneten Bahnstrecke Haifa–Darʿā (auch Jesreʾeltalbahn), die zum schmalspurigen Netz der Hedschasbahn gehörte.
Der osmanische Versuch im Ersten Weltkrieg auf Seiten der Mittelmächte, den Suezkanal zu blockieren, um so die Verbindungen zwischen den Teilen des Britischen Imperiums auf weite Umwege zu zwingen und im Falle eines Sieges das bis 1882 osmanische Chedivat Ägypten dem britischen Einfluss wieder zu entreißen, endete schließlich mit der Niederlage und Auflösung des Osmanischen Reiches. Den Sinaifeldzug trieben siegreiche Gegenvorstöße der Egyptian Expeditionary Force (EEF) der Triple Entente vom ägyptischen Sinai immer weiter nordostwärts über die osmanische Grenze ins Heilige Land, weshalb die Militärberichte von Palästinafront sprechen. Während osmanische Armee, deutsches Asienkorps und Österreich-Ungarns Truppen in Palästina der Mittelmächte sich auch per Bahn nordostwärts zurückzogen, rückten am 20. September 1918 Entente-Streitkräfte im Ort ein und unterbrachen die Bahn als Fluchtvehikel. In der Zeit des Britischen Mandates über Palästina bewohnten einige tausend Menschen Bet Scheʾan, darunter auch einige Dutzend Juden, die jedoch während des Arabischen Aufstandes 1936–1939 flohen.
Im UN-Teilungsplan für Palästina von 1947 wurde Bet Scheʾan dem jüdischen Teil zugeschlagen. Im Februar und März 1948 kam es zu ersten Kämpfen im Rahmen des Bürgerkriegs im Mandatsgebiet, bei denen der Tell als Stellung arabischer Einheiten diente. Die meisten Bewohner flohen zu Beginn der Kampfhandlungen. Bet Scheʾan wurde am 12. Mai 1948 von jüdischen Truppen eingenommen. Am Tag nach der israelischen Unabhängigkeit am 14. Mai 1948 eröffneten die syrischen Armee in diesem Abschnitt den Krieg um Israels Unabhängigkeit, indem sie Bet Scheʾan mit Artillerie beschoss. Die arabischen Einheiten, die Bet Scheʾan zurückerobern wollten, mussten sich aber über den Jordan zurückziehen. In dieser Zeit wurde auch der Betrieb der Eisenbahn eingestellt.
Bet Scheʾan wurde im Juni 1949 als Flüchtlingslager für Juden aus Nordafrika neugegründet und erhielt den Status einer Entwicklungsstadt. In den 1950er und 1960er Jahren kamen weitere mizrachische Einwanderer aus Nordafrika, Iran und Irak.
Am 19. November 1974 drangen drei arabische Attentäter der Demokratischen Front zur Befreiung Palästinas, von Jordanien kommend, als Arbeiter verkleidet in ein vierstöckiges Wohnhaus ein. Bei dem Anschlag wurden die vier israelische Zivilisten Mazal Edry, Jean Pierre Alimi, Zohar Bibas und Jehuda Bibas getötet. Mehr als 20 Personen wurden verletzt, die meisten davon Kinder, die sich durch einen Sprung aus dem Fenster in Sicherheit bringen wollten. Die Attentäter wurden bei einer Befreiungsaktion getötet.
Im Jahr 1999 bekam Bet Scheʾan den Status einer Stadt.

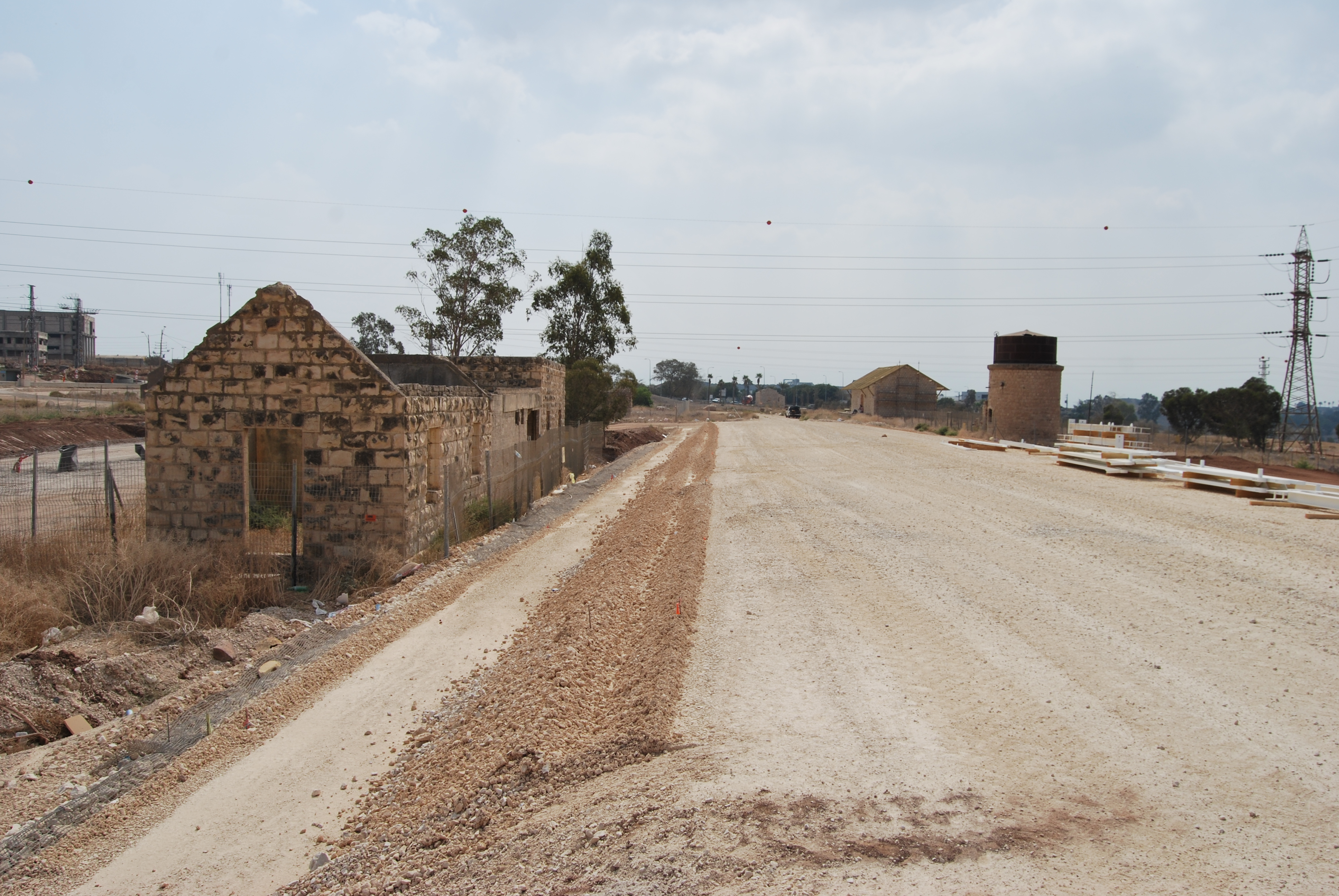
Alte Trasse zwischen Bauten des alten Bahnhofs, teils in Restaurierung, mit entstehendem Unterbau der Rampe hinauf zum neuen Hochbahnhof, 2014

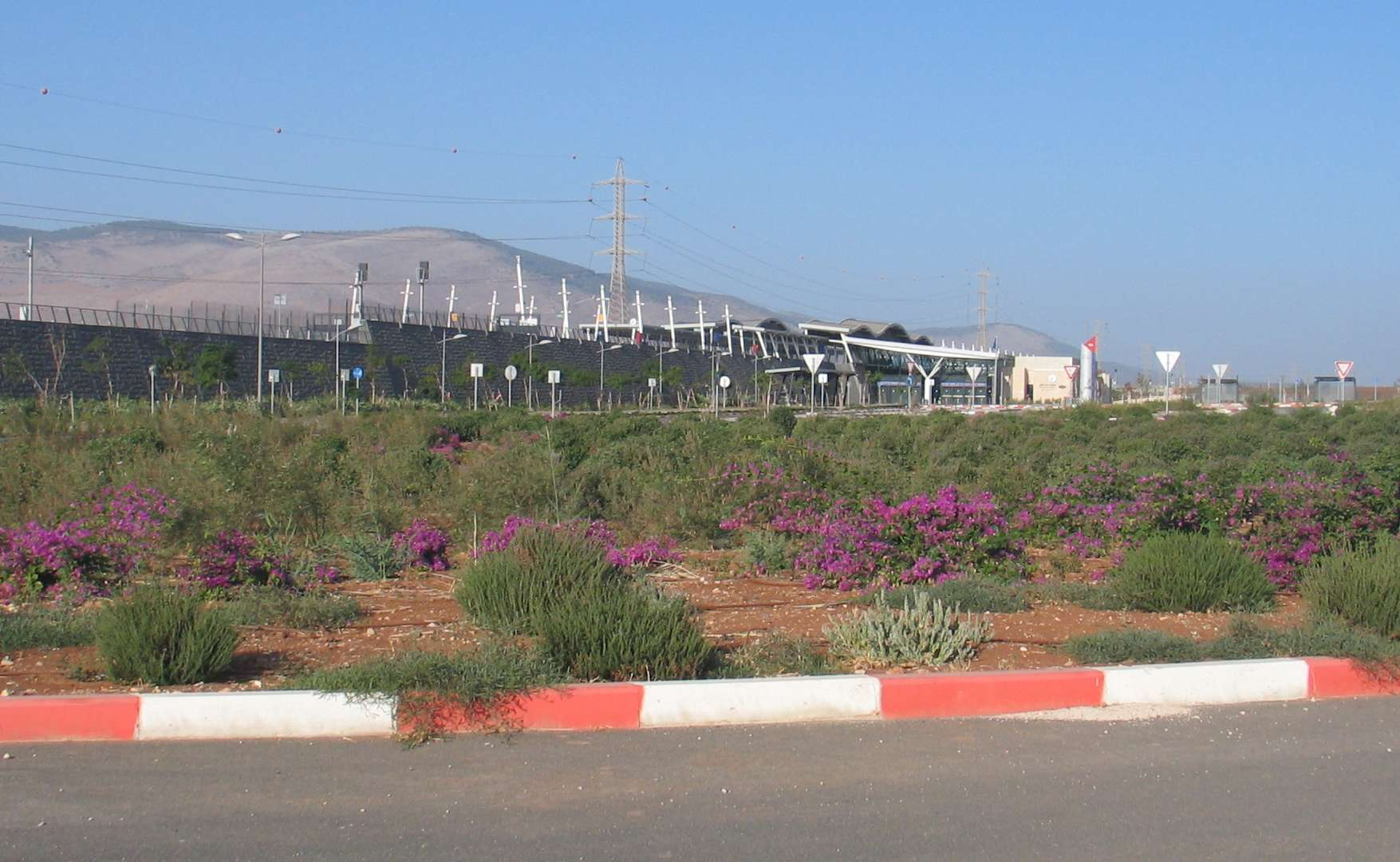
Neuer Hochbahnhof neben dem alten Bahnhof, links außerhalb des Bilds, 2016

Am 28. November 2002 fuhren zwei Attentäter der al-Aqsa-Märtyrerbrigaden in einem gestohlenen Fahrzeug vor ein Wahllokal des Likud und feuerten mit Granaten und automatischen Waffen auf die wartenden Menschen. Die sechs Israelis David Peretz, Chaim Amar, Schaʾul Zilberstein, Ehud Avitan, Mordechai Avraham und Yaʿacov Lary wurden bei dem Angriff getötet. 34 Menschen wurden verletzt, darunter drei Söhne des ehemaligen Außenministers Israels, David Levy. Die beiden Terroristen wurden von Grenzpolizisten, die zufällig in der Nähe waren, getötet.
Seit 2003 ist Jackie Levy, ein Sohn David Levys, Bürgermeister von Bet Scheʾan.
Seit 2016 hat die Stadt, nachdem die alte Jesreʾeltalbahn 1951 eingestellt worden war, mit der normalspurigen Neuen Jesreʾeltalbahn wieder Anschluss nach Haifa in Israels Eisenbahnnetz. Eine Verlängerung der Strecke nach Jordanien wird erwogen.

## Bet Scheʾan in der Bibel
Bet Scheʾan wird in der Bibel, ausschließlich im Tanach, elf Mal erwähnt. Bet Scheʾan wurde demnach bei der Landnahme der Israeliten dem Stamm Issachar zugeteilt. Beherrscht wurde die Stadt jedoch vom Stamm Manasse (Jos 17,11 ). Zur Regierungszeit des ersten israelischen Königs Saul war Bet Scheʾan in den Händen der Philister. Sauls Heer verlor den Kampf gegen die Philister in den nahe gelegenen Bergen Gilboa. Anschließend wurden die Leichname von Saul und seinen drei Söhnen „von den Philistern an die Mauern von Bet-Schean genagelt“ (1 Sam 31,10 ). Später, um 1.000 v. Chr. eroberten die Israeliten unter König David den Ort. Er gehörte dann im Königreich unter Salomo zum Verwaltungsbezirk unter dem Statthalter Baana (1 Kön 4,12 ).

## Kultur
Die antiken Stätten sind Bestandteil eines Nationalparkes.

## Sport
Aus Bet Scheʾan stammt der Fußballklub haPoʿel Bet Scheʾan, der einige Jahre in der ersten israelischen Oberliga spielte.

## Söhne und Töchter der Stadt
- David Levy (1937–2024), ehemaliger Außenminister Israels
- Jackie Levy (geboren 1960), Politiker
- Orly Levy (geboren 1973), Politikerin
- Mohamed Darwish (geboren 1997), palästinensischer Fußballspieler

## Städtepartnerschaft
- Cleveland, Ohio, USA seit 1995

## Bilder

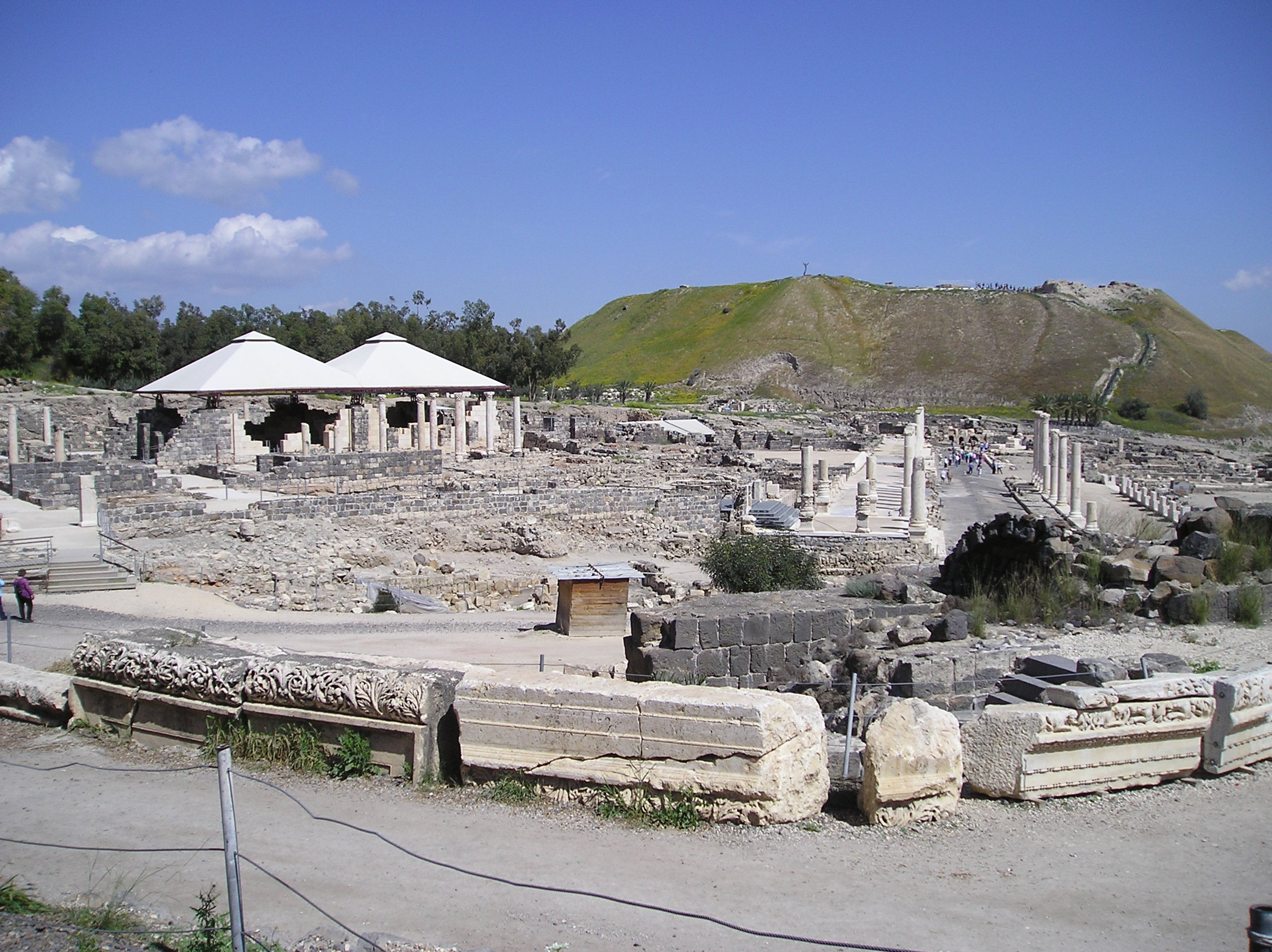
Hellenistisch-römisches Scythopolis vorn, hinten der Tell el-Hösn mit bronzezeitlichen Siedlungsspuren
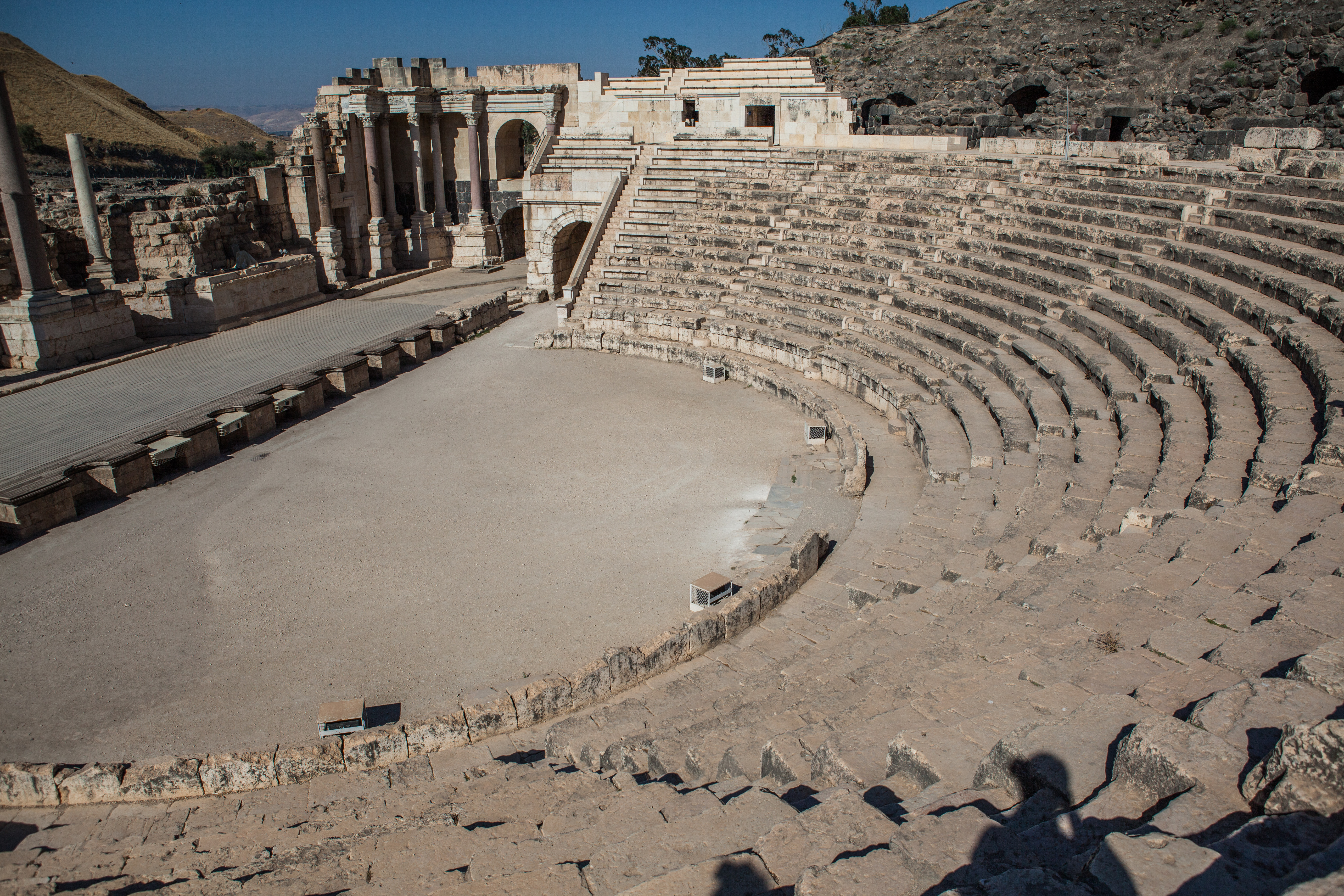
Theater von Beit Scheʾan
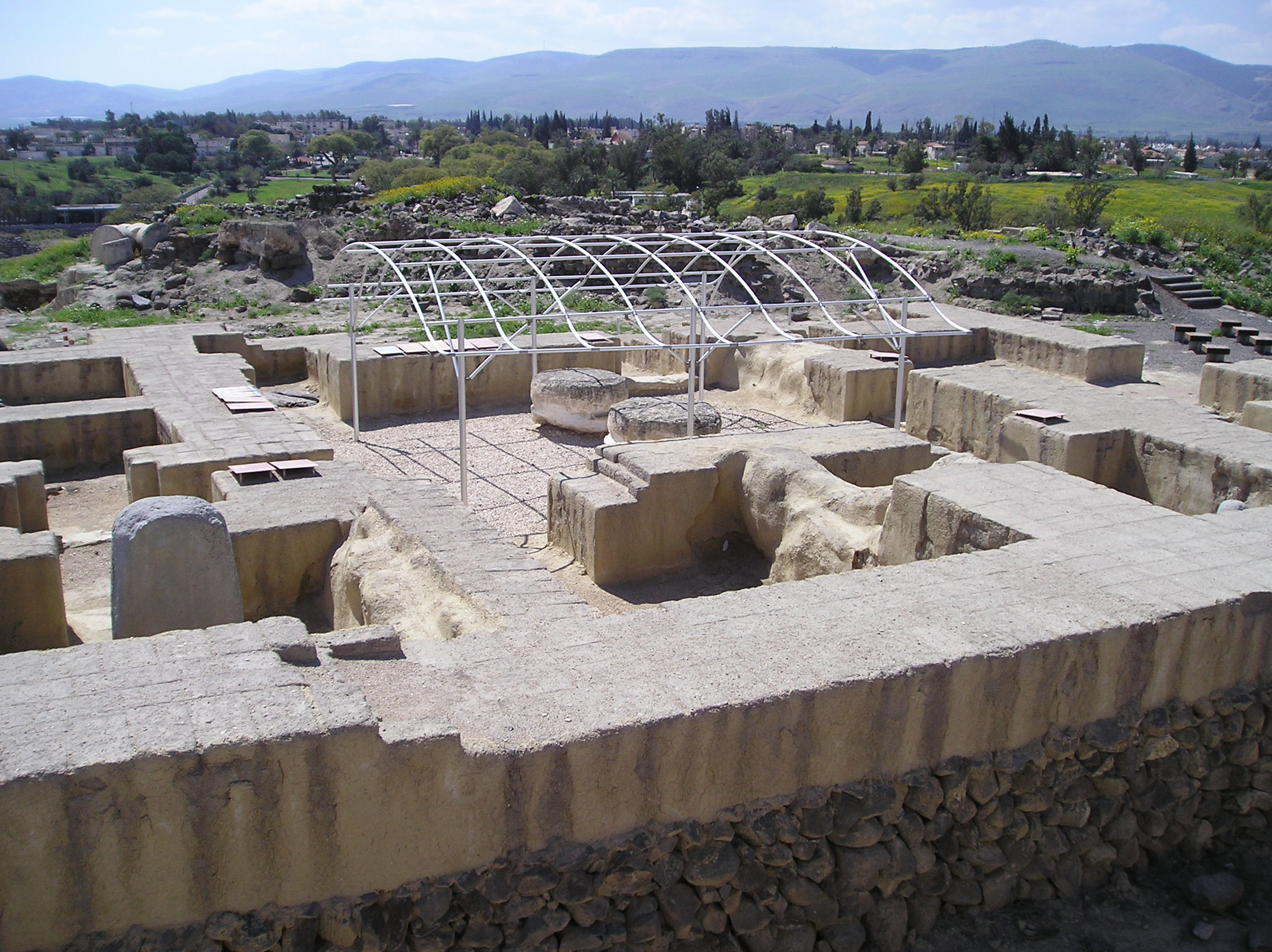
Ägyptischer Gouverneurspalast auf den Tell el-Hösn
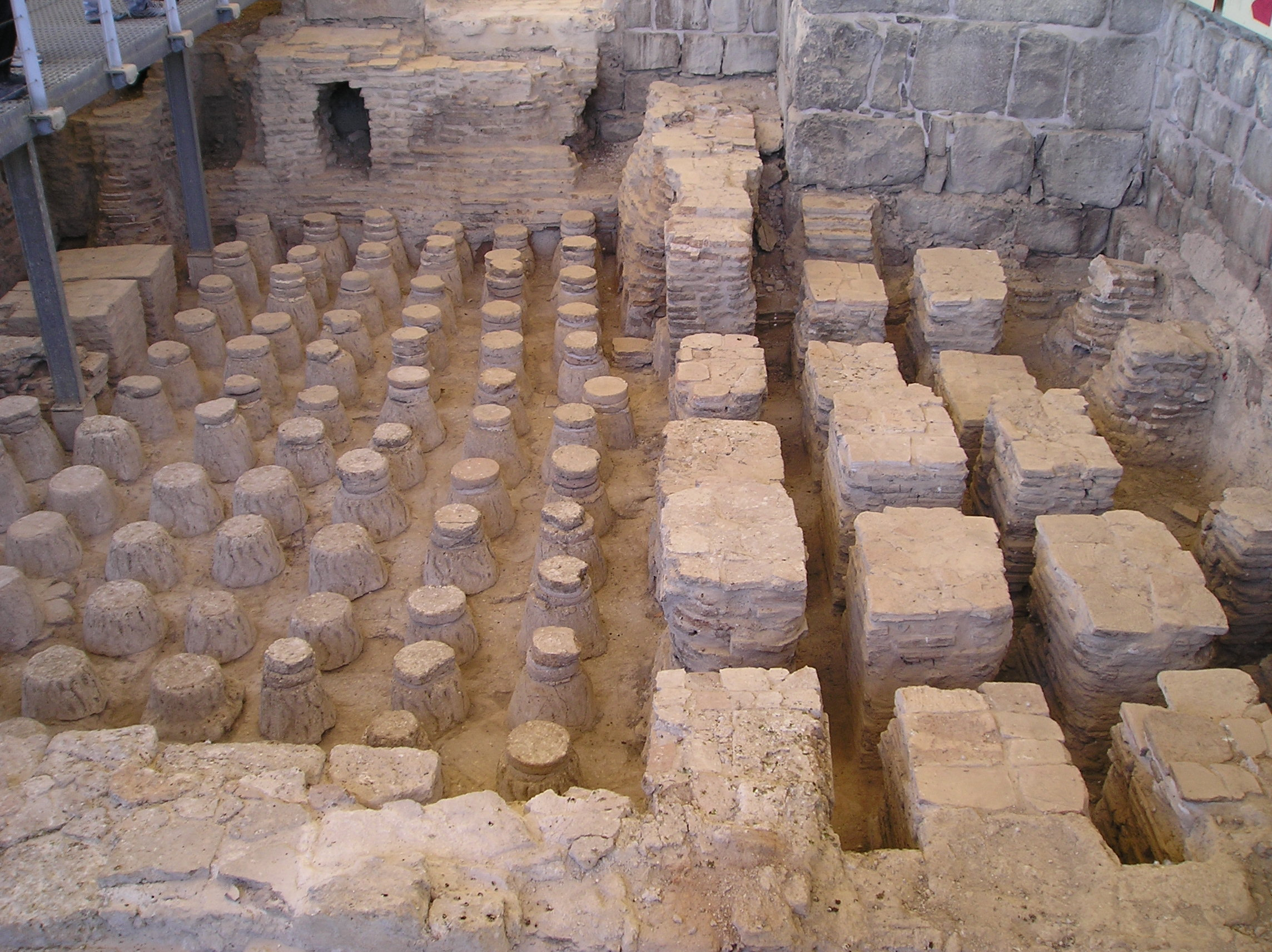
Hypocaustenanlage im Badekomplex
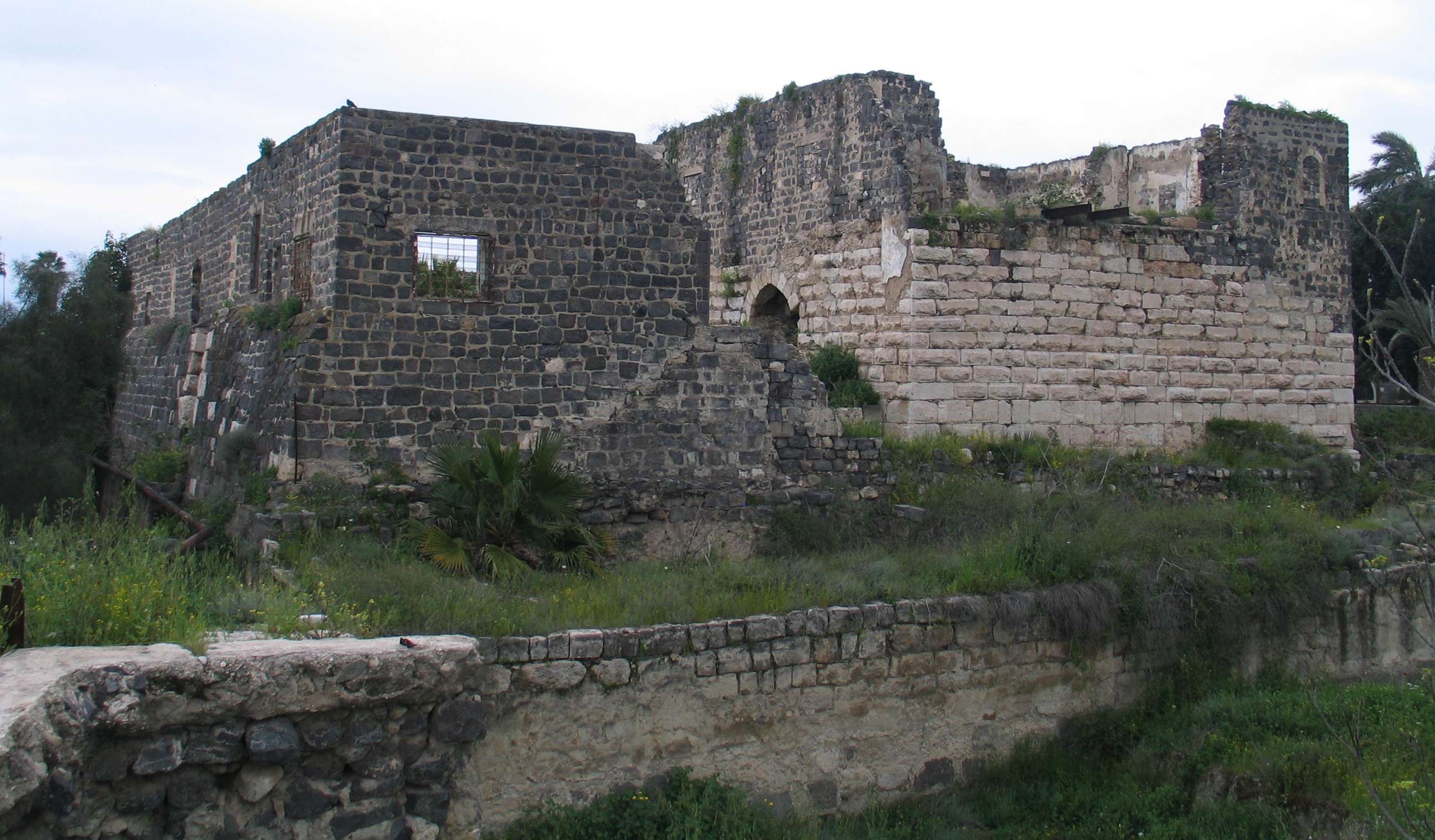
Reste der Kreuzfahrerfestung in Bet Scheʾan
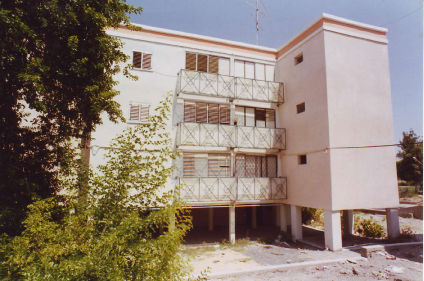
Moderner Wohnblock in Bet Scheʾan
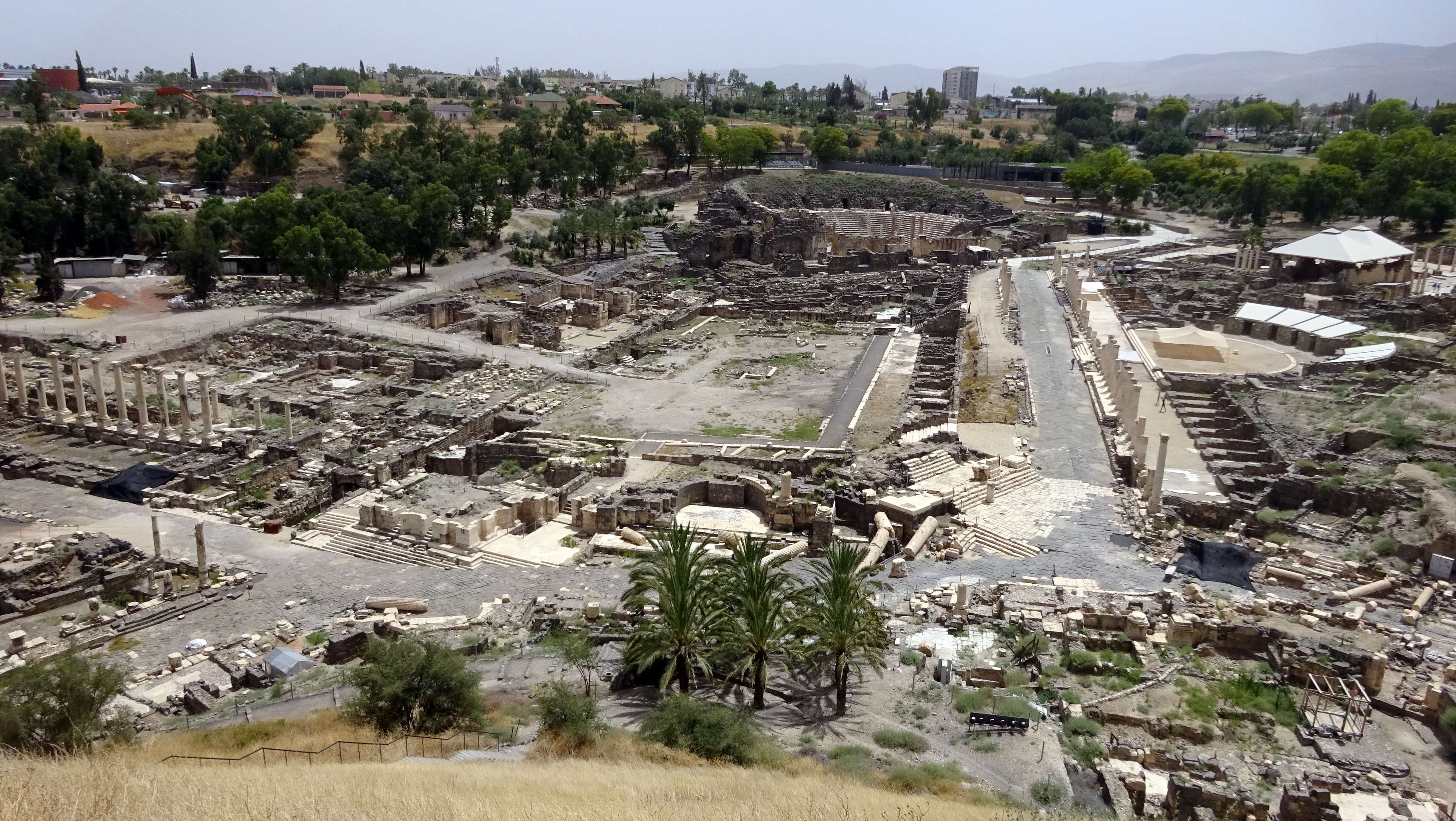
Grabungsstätte in südlicher Richtung, rechts: Palladius-Straße, links: Silvanus-Straße, Mitte/vorn: Nymphäum, Mitte/hinten: Theater
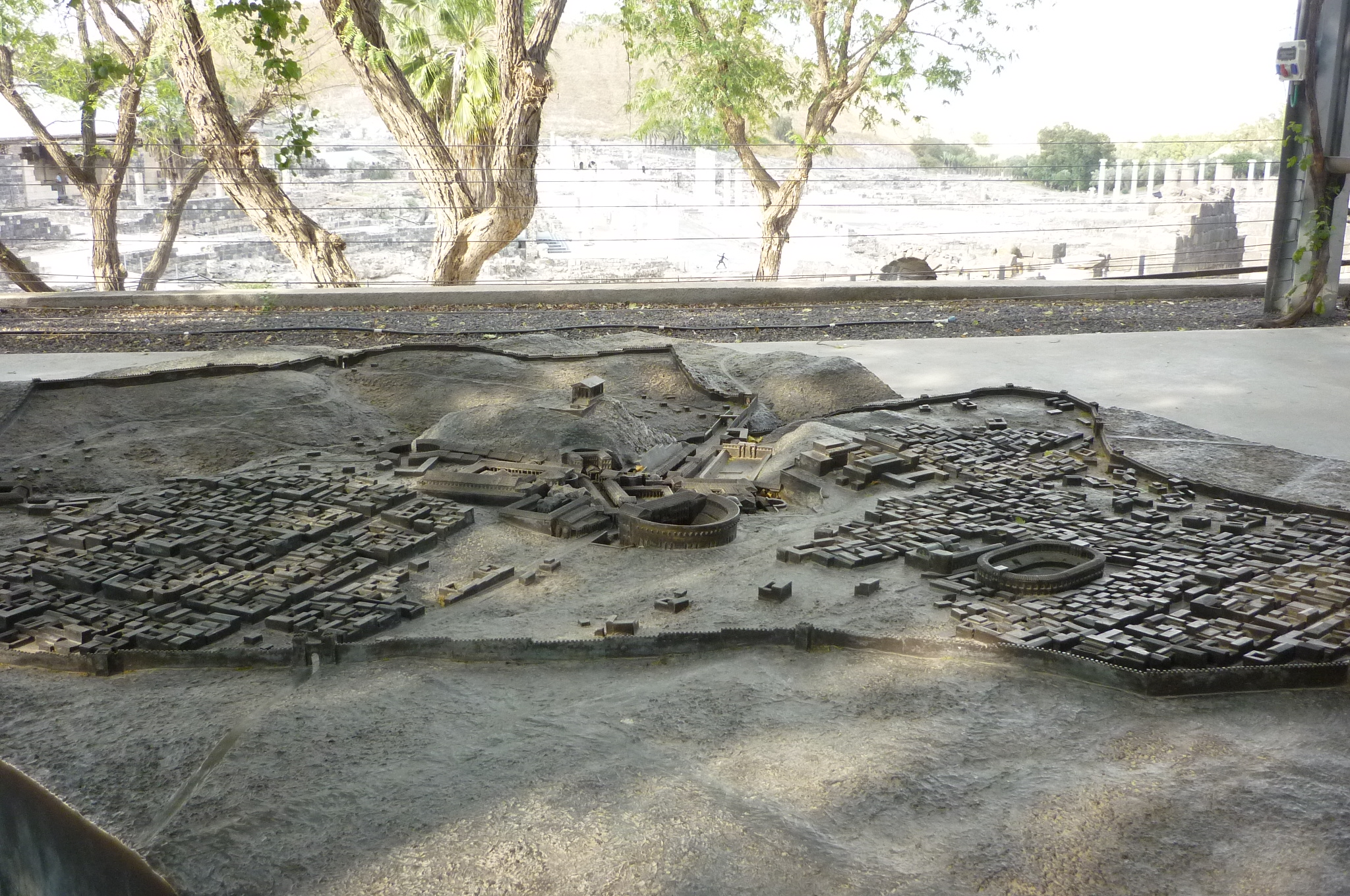
Modell des antiken Bet Scheʾan
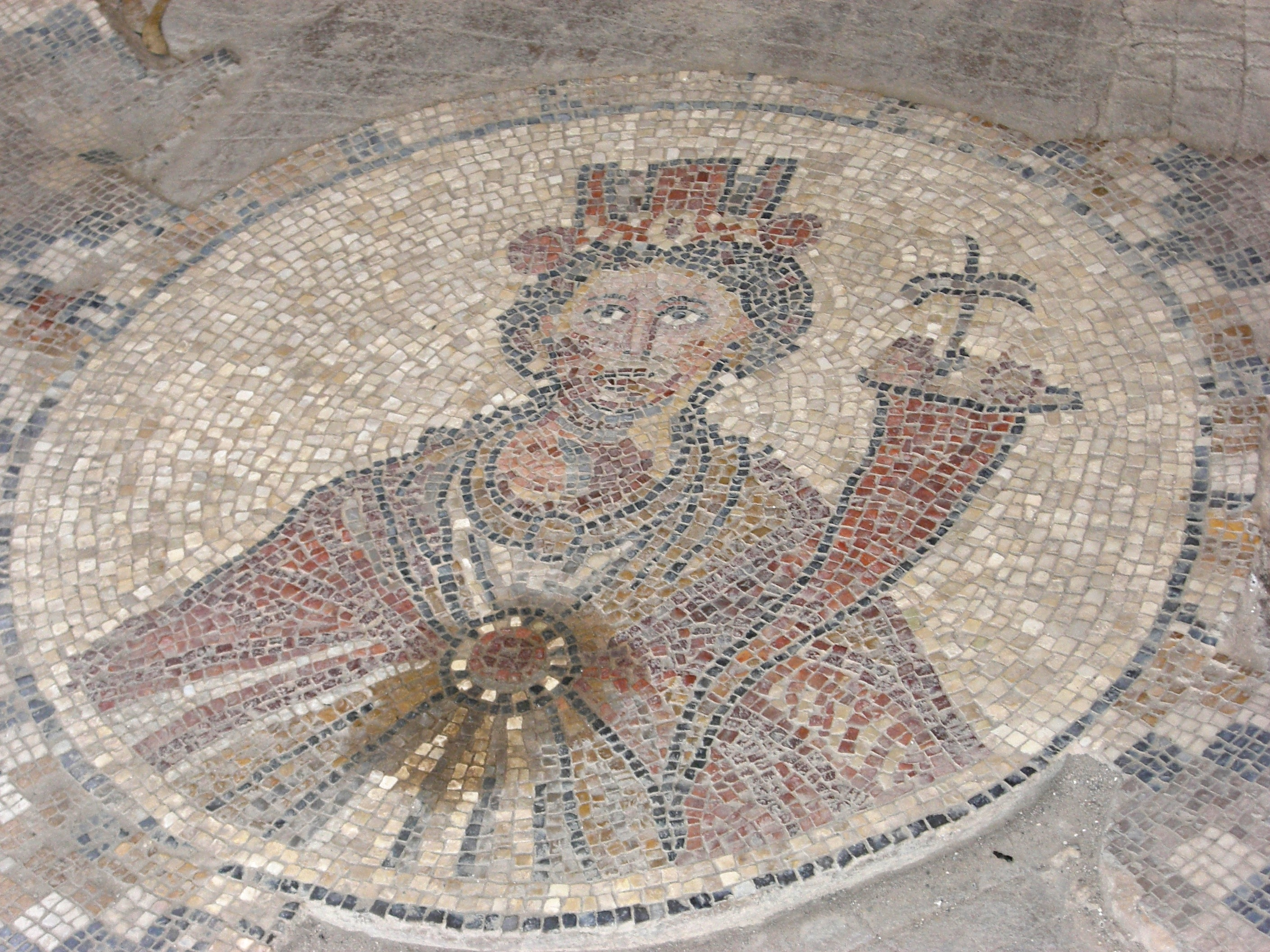
Mosaik der Göttin Tyche aus byzantinischer Zeit an der Palladius-Straße des antiken Bet Scheʾan
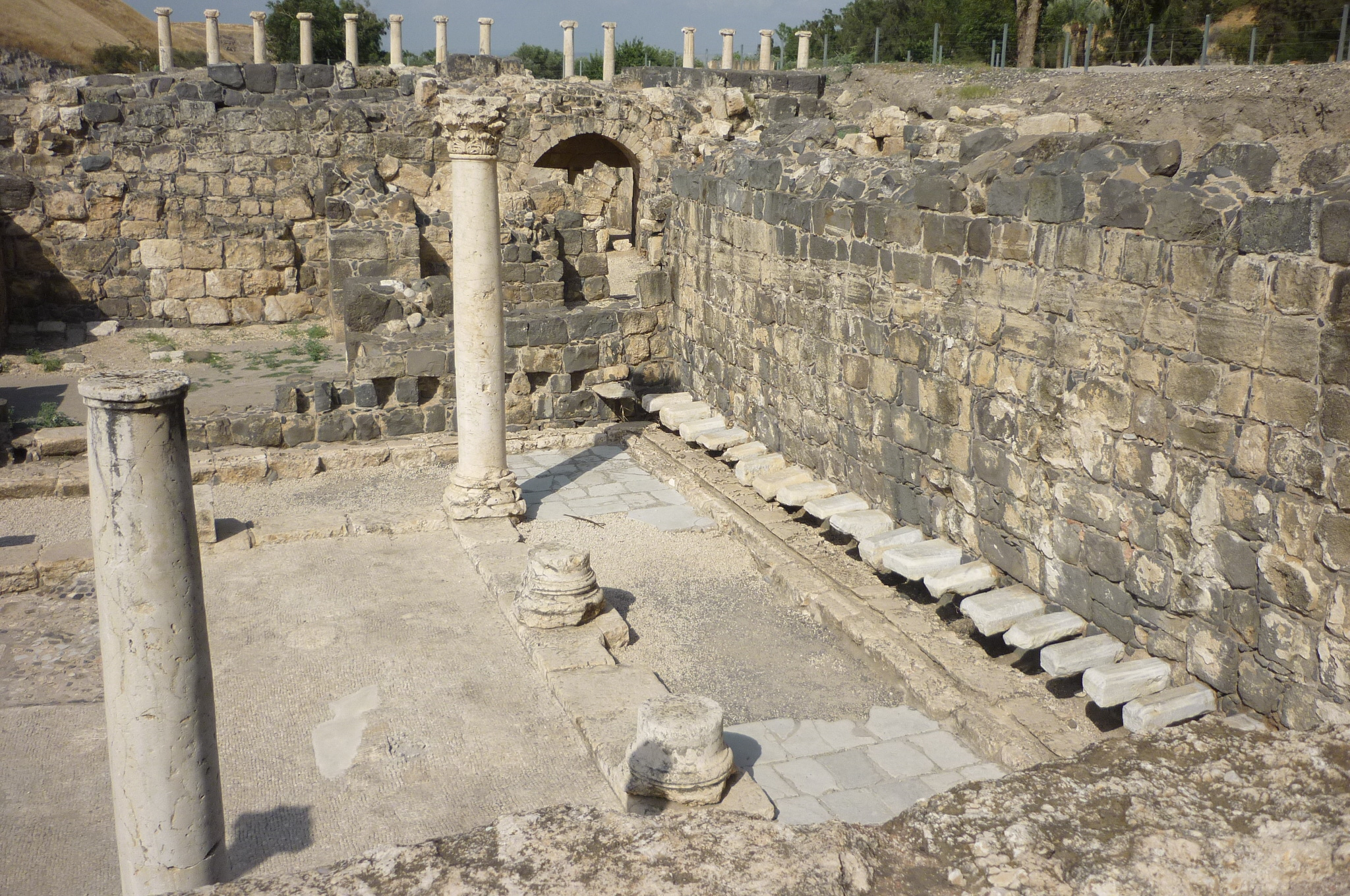
Antike Toiletten für die Nutzer der angrenzenden Bäder und die Besucher des Theaters in Bet Scheʾan
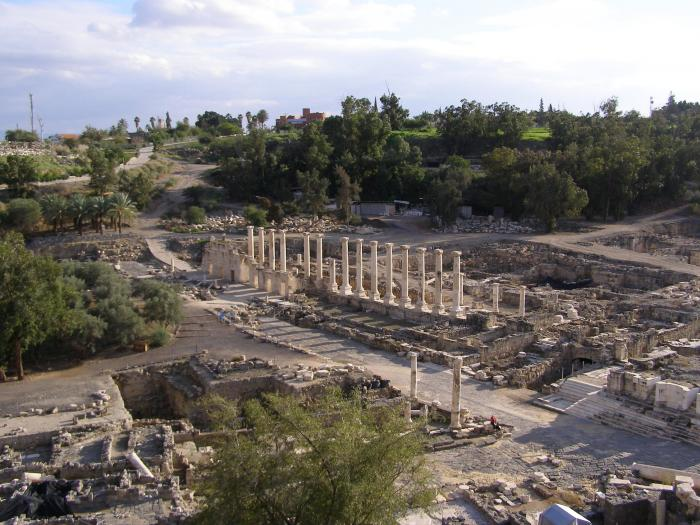
Silvanus-Straße im antiken Bet Scheʾan